# Wilhelm von Huene
Heinrich Friedrich Ernst Georg Wilhelm von Hoiningen genannt Huene (* 6. Mai 1790 in Halle (Saale); † 6. März 1857 in Koblenz) war ein preußischer Generalleutnant im Ingenieurkorps.

## Leben

### Herkunft
Wilhelm war der Sohn des preußischen Kapitäns Christopher Wilhelm von Huene (1757–1814) und dessen Ehefrau Gustava Wilhelmine Margarethe, geborene Rosenkrantz (1769–1815), Tochter eines Kommerzienrates.

### Militärkarriere
Huene war zunächst Kadett in Potsdam und besuchte die Ingenieurakademie. Im Vierten Koalitionskrieg war er bei der Verteidigung von Spandau und kam dann als Ingenieureleve nach Glatz. Nach dem Frieden von Tilsit wurde er am 13. November 1809 als Sekondeleutnant im Ingenieurkorps angestellt. Von Oktober 1810 bis Dezember 1812 war Huene zur weiteren Ausbildung an der Allgemeinen Kriegsschule in Berlin und erhielt seine praktische Ausbildung an verschiedenen Festungen in Schlesien.
Während der Befreiungskriege leitete Huene im März 1813 einen Brückenbau bei Meißen und anschließend Schanzarbeiten in Berlin. Er befand sich bei den Schlachten in Dresden und Kulm und Nollendorf. Bei Leipzig wurde er verwundet, mit dem Eisernen Kreuz II. Klasse ausgezeichnet und Ende 30. Oktober 1813 zum Premierleutnant befördert. Während des Vormarschs der Koalitionstruppen nach Frankreich kam er am 19. Januar 1814 erstmals nach Ehrenbreitstein. Er befand sich bei Montmirail und im Gefecht bei Vitry, wo er den Orden der Heiligen Anna III. Klasse erhielt. Er war danach bis Ende 1814 am Ausbau der Festung Mainz beteiligt.
Im Juni 1815 erhielt er seine Kommandierung nach Koblenz und den Auftrag zur Wiederherstellung der Festung Ehrenbreitstein. Dort wurde er am 2. August 1815 mit der Wahrnehmung des Geschäfte als Baudirektor der Befestigungen auf dem rechten Rheinufer bei Koblenz beauftragt. Am 20. April 1816 kam er dann als Kapitän II. Klasse in die 3. Ingenieur-Brigade und stieg Ende August 1818 zum Kapitän I. Klasse auf. Von der Grundsteinlegung bis zur Fertigstellung war Huene maßgeblich am Aufbau der Festung beteiligt. Gleichzeitig wurde er zum Platzingenieur der rechtsrheinischen Festungen und 1825 für die gesamte Großfestung Koblenz ernannt. Am 23. März 1828 kam er dann als Major zur 1. Ingenieur-Inspektion und wurde am 25. Juni 1829 unter Belassung in seinem Dienstverhältnis in die 2. Ingenieur-Inspektion versetzt. Am 18. April 1837 wurde Huene mit der Wahrnehmung des Geschäfte als Inspekteur der 6. (Rheinische) Festungs-Inspektion in Köln beauftragt und am 14. Januar 1838 zum Inspekteur ernannt. Dort leitete er vor allem die Arbeiten am Festungsring Köln und an der Festung Minden. In dieser Stellung stieg Heune Ende März 1839 zum Oberstleutnant sowie im September 1840 zum Oberst auf. Als solcher wurde Huene am 25. November 1843 zunächst mit der Wahrnehmung der Geschäfte als Inspekteur der 2. Ingenieur-Inspektion in Breslau beauftragt und am 14. Januar 1845 zum Inspekteur ernannt. Daran schloss sich am 26. Februar 1846 seine Ernennung zum Inspekteur der 3. Ingenieur-Inspektion in Koblenz sowie am 27. März 1847 die Beförderung zum Generalmajor an. In dieser Eigenschaft erhielt Huene 1847 den Roten Adlerorden II. Klasse mit Eichenlaub. Unter Verleihung des Charakters als Generalleutnant schied Heune am 25. November 1851 mit Pension aus dem Dienst. Er verstarb am 6. März 1857 und wurde auf dem Koblenzer Hauptfriedhof beerdigt.
In seiner Beurteilung schrieb der General von Aster 1847: „Es hat dieser fähige Offizier sich sowohl in moralischer als in dienstlicher Beziehung stets ausgezeichnet, seine Brauchbarkeit im Baugeschäft aber in hohem Grade bewiesen und im Frieden wie im Kriege stets treu gedient. Eine sich mitunter bis zur Unruhe steigernde Tätigkeit, die seine Untergebenen nicht immer wohltätig empfinden, die auch wohl zuweilen die Geschäftsverbindung mit ihm stört, wird durch eine vorherrschende Gemütlichkeit des Charakters ziemlich ausgeglichen und tut seiner vorgesetzten Haltung keinen wesentlichen Eintrag. Er ist ein achtbarer Familienvater und seine Ökonomie ist geordnet. Seine Körperkraft hat zugenommen und wird er daher wohl imstande sein, das Kommando der Ingenieurs bei einer Armee zu führen.“

### Familie
Huene heiratete am 13. März 1817 in Sayn Charlotte Franziska Lossen (1798–1869). Das Paar wohnte zuletzt in Koblenz, Neustadt Nr. 14 und hatte mehrere Kinder:
- Anselm August (1817–1882), Hauptmann a. D. ⚭ 1846 Maria Longard (1823–1882), Eltern des Generals Ernst von Hoiningen
- August (* 1821)
- Gertrud Henriette (* 1824) ⚭ 1846 Rudolf Deinhard († 1869), Ingenieuroffizier
- Elisabeth Karoline Wilhelmine (* 1827)
- Wilhelm Clemens Xaver (1834–1901), Leutnant im Reitenden Feldjägerkorps, danach Oberförster in Homburg ⚭ 1868 Paula Lossen (1840–1914)
- Karl Adolf Eduard (1837–1900) ⚭ Johanna von Blacha (1846–1895)[1]
- Hermann Joseph Maria (1841–1911), Oberstleutnant im Ingenieurskorps ⚭ 1871 Minna Müller (* 1850)

Seine Nachkommen erhielten am 22. August 1863 die preußische Anerkennung des Freiherrenstandes. Die Familie führte zwar bereits im Baltikum den Titel als Freiherr bzw. Baron, es bedurfte jedoch einer offiziellen Anerkennung des preußischen Königs, um dies auch in Preußen tun zu dürfen.